# Braciszewo (osada)
Braciszewo – osada w Polsce położona w województwie wielkopolskim, w powiecie gnieźnieńskim, w gminie Gniezno.
W latach 1975–1998 miejscowość administracyjnie należała do województwa poznańskiego.